# Яблонный переулок
Я́блонный переу́лок — улица в центре Москвы в Мещанском районе Центрального административного округа между Скрябинским и Астраханским переулками.

## История
Первым возник тупиковый участок переулка со стороны Астраханского переулка, который на планах 1880-х годов назван Варвинским тупым переулком. Эта земля принадлежала Московскому попечительному о бедных комитету, а в 1894 году передана городу вместе с уже существовавшей сеткой переулков, названных в честь жертвователей. В 1895 году переулок уже назывался Набилковским, по фамилии купцов Набилковых, основателей Набилковского сиротского дома, располагавшегося в здании, выходившем на переулок (нынешний адрес: Протопоповский переулок, дом 25). В 1912 году северная часть переулка переименована в честь другого благотворителя в Сергиево-Яковлевский переулок. Эта часть переименована в 1924 году в Яблонный переулок в память о когда-то существовавшем в этом переулке яблоневом саде. В 1973 году к переулку вновь присоединена часть, сохранявшая название Набилковский переулок.

## Расположение
Яблонный переулок начинается от Скрябинского переулка, проходит между жилыми домами на юг, пересекает Орлово-Давыдовский переулок (у здания посольства Эфиопии), затем поворачивает на восток и выходит на Астраханский переулок.